# Ersan Saner
Ersan Saner (ur. 1966) – polityk północnocypryjski, premier Cypru Północnego od 9 grudnia 2020 do 5 listopada 2021.
Gdy premier Ersin Tatar został zaprzysiężony na stanowisko prezydenta 23 października 2020 nadal stał na czele rządu jako tymczasowy premier. W ciągu pierwszych dwóch tygodni od zaprzysiężenia rozmowy w sprawie sformowania nowego rządu pod kierunkiem Tufana Erhürmana się nie powiodły. Misja sformowania nowego rządu została powierzonego Sanerowi, pełniącemu wówczas funkcję zastępcy przewodniczącego Partii Jedności Narodowej. 8 grudnia 2020 podpisano umowę koalicyjną pomiędzy Partia Jedności Narodowej, Partią Demokratyczną (DP) i Partią Odrodzenia (YDP). Następnego dnia Saner został powołany na stanowisko premiera Cypru Północnego a prezydent Tatar zatwierdził skład jego rządu.
5 listopada 2021 przestał pełnić funkcję premiera Cypru Północnego.